# Южний (Александровський район)
Ю́жний (рос. Южный) — село у складі Александровського району Оренбурзької області, Росія.

## Населення
Населення — 75 осіб (2010; 157 у 2002).
Національний склад (станом на 2002 рік):
- росіяни — 57 %